# اویماک‌لی (گرگر)
اویماک‌لی {{ترکی|Oymaklı) (به کردی: Nefsi Gerger) یک منطقهٔ مسکونی در ترکیه است که در گرگر، آدیامان واقع شده‌است.